# Chiloscyphus heterostipus
Chiloscyphus heterostipus là một loài rêu tản trong họ Lophocoleaceae. Loài này được (Spruce) Hässel de Menéndez miêu tả khoa học lần đầu tiên năm 1996.